# Ala-Meronen
Ala-Meronen är en sjö i kommunen Petäjävesi i landskapet Mellersta Finland i Finland. Sjön ligger 150,3 meter över havet. Arean är 1,49 kvadratkilometer och strandlinjen är 11,14 kilometer lång. Sjön  ingår i Kymmene älvs huvudavrinningsområde.   Den ligger omkring 28 kilometer väster om Jyväskylä och omkring 240 kilometer norr om Helsingfors. 